# Бар'язібаш
Бар'язіба́ш (рос. Барьязибаш, башк. Баръяҙыбаш) — присілок у складі Краснокамського району Башкортостану, Росія. Входить до складу Куяновської сільської ради.
Населення — 202 особи (2010; 188 у 2002).
Національний склад:
- башкири — 79 %